# سولان (هیماچال پرادش)
سولان (به انگلیسی: Solan) یک منطقهٔ مسکونی در هند است که در Solan District واقع شده‌است. سولان ۳۹٬۲۵۶ نفر جمعیت دارد و ۱٬۵۰۲ متر بالاتر از سطح دریا واقع شده‌است.